# Lago Cronómetro
Lago Cronómetro är en sjö i Argentina.   Den ligger i provinsen Chubut, i den sydvästra delen av landet, 1 500 km sydväst om huvudstaden Buenos Aires. Lago Cronómetro ligger 856 meter över havet. Arean är 2,1 kvadratkilometer. Den sträcker sig 2,2 kilometer i nord-sydlig riktning, och 3,1 kilometer i öst-västlig riktning.
Omgivningarna runt Lago Cronómetro är i huvudsak ett öppet busklandskap. Runt Lago Cronómetro är det mycket glesbefolkat, med 4 invånare per kvadratkilometer.